# Dipartimento della Stura
La Stura era un dipartimento del Primo impero francese situato nell'attuale Italia. Fu chiamato così riprendendo il nome del fiume locale, la Stura di Demonte.
Il dipartimento fu costituito nel 1801, quando Napoleone Bonaparte liquidò la Repubblica Piemontese.
Il suo capoluogo era Cuneo. Era diviso negli arrondissement di Cuneo, Alba, Mondovì, Saluzzo, e Savigliano. Fu soppresso dopo la sconfitta di Napoleone nel 1814.
Il suo territorio corrisponde all'incirca all'attuale provincia di Cuneo nel Piemonte sudoccidentale.